# Исса (приток Мокши)
И́сса — река в Пензенской области и Республике Мордовия России, правый приток Мокши (бассейн Волги).
Длина реки — 149 км (из них на территории Мордовии — 98 км), площадь бассейна — 2350 км² (на территории Мордовии — 1790 км²). Ширина русла в низовьях реки — до 50 м, средняя глубина — 1—1,5 м. Исса берёт начало у посёлка Березниковский Лунинского района Пензенской области.Высота устья — 123 м над уровнем моря.
Крупнейшие населённые пункты на реке — город Инсар и посёлок городского типа Исса.
У Иссы 3 малых притока (Сеитьма, Инсарка и Потиж) и 30 очень малых притоков. Общая длина речной сети Иссы со всеми постоянными притоками составляет 480 км.
Название реки предположительно происходит от финно-угорского слова иса, которое переводится как «большой, великий».

## Притоки (км от устья)
- 19 км: река Сеитьма (Сельма)
- 44 км: река Тарса
- 68 км: ручей Шишков
- 71 км: ручей Паська
- 78 км: река Инсарка
- 85 км: ручей Вязера
- 90,7 км: ручей Большой
- 91 км: река Сиевка
- 98 км: река Потиж (Прорва, Потишь, Портиж)
- 105 км: река Шишов
- 114 км: река Сухой Широкоис
- 128 км: река Костыляйка